# Leucophysalis nana
Leucophysalis nana är en potatisväxtart som först beskrevs av Samuel Frederick Gray, och fick sitt nu gällande namn av Averett. Leucophysalis nana ingår i släktet Leucophysalis och familjen potatisväxter. Inga underarter finns listade i Catalogue of Life.